# ゴンサロ・ハラ
ゴンサロ・アレハンドロ・ハラ・レジェス（Gonzalo Alejandro Jara Reyes, スペイン語発音: [ɡonˈsalo ˈxaɾa], 1985年8月29日 - ）は、チリ・ワルペン出身のサッカー選手。元チリ代表。クラブ・ティフアナ所属。ポジションはDF（センターバック）。

## 経歴

### キャリア初期
2005年にCDウアチパトからデビューし、2007年にCSDコロコロに移籍した。同クラブではプリメーラ・ディビシオンのアペルトゥーラとクラウスーラで3回の優勝を経験した。

### イングランド時代
2009年8月、移籍金300万ポンドでチャンピオンシップ（イングランド2部相当）のウェスト・ブロムウィッチ・アルビオンFCに完全移籍することに合意したことが発表されたが、WBAは移籍交渉を中断した。しかしWBAは移籍交渉を再開し、8月25日に3年契約を結んだ。移籍金は140万ポンド。11月7日のレスター・シティFC戦で初得点を挙げ、2010年9月25日にエミレーツ・スタジアムで行われたアーセナルFC戦 (3-2) で移籍後2点目を決めた。
2011年10月21日、チャンピオンシップのブライトン・アンド・ホーヴ・アルビオンFCに2012年1月までの契約でレンタル移籍した。しかし12月20日、チーム内に負傷者が続出したWBAに他の2人の選手と共に呼び戻された。2012年1月31日、シーズン終了までの契約で改めてブライトンにローンとなる。

### マインツ
2014年7月16日、ブンデスリーガのマインツ05へ2016年6月までの2年契約で完全移籍した。2015年の夏、後述するコパ・アメリカでの出来事によりマインツからの退団話が浮上。結局は残留し試合にも出場していたが、シーズン中の2016年1月に契約解除を申し出て退団する。

### 母国復帰以降
その数日後に母国チリのクラブ、ウニベルシダ・デ・チレへの加入を発表。
2019年1月より、アルゼンチンのエストゥディアンテス・デ・ラ・プラタと1年半の契約を締結。同年末にクラブとの契約を解除した。
2020年1月にリーガMXのモナルカス・モレリアに加入。シーズン後半は同クラブが移転して新設されたマサトランFCでプレーしたが、いずれもプレー機会は限られた。
2021年1月よりクラブ・ティフアナへ加入。モレリア時代の指揮官パブロ・ゲデと再会した。

### 代表

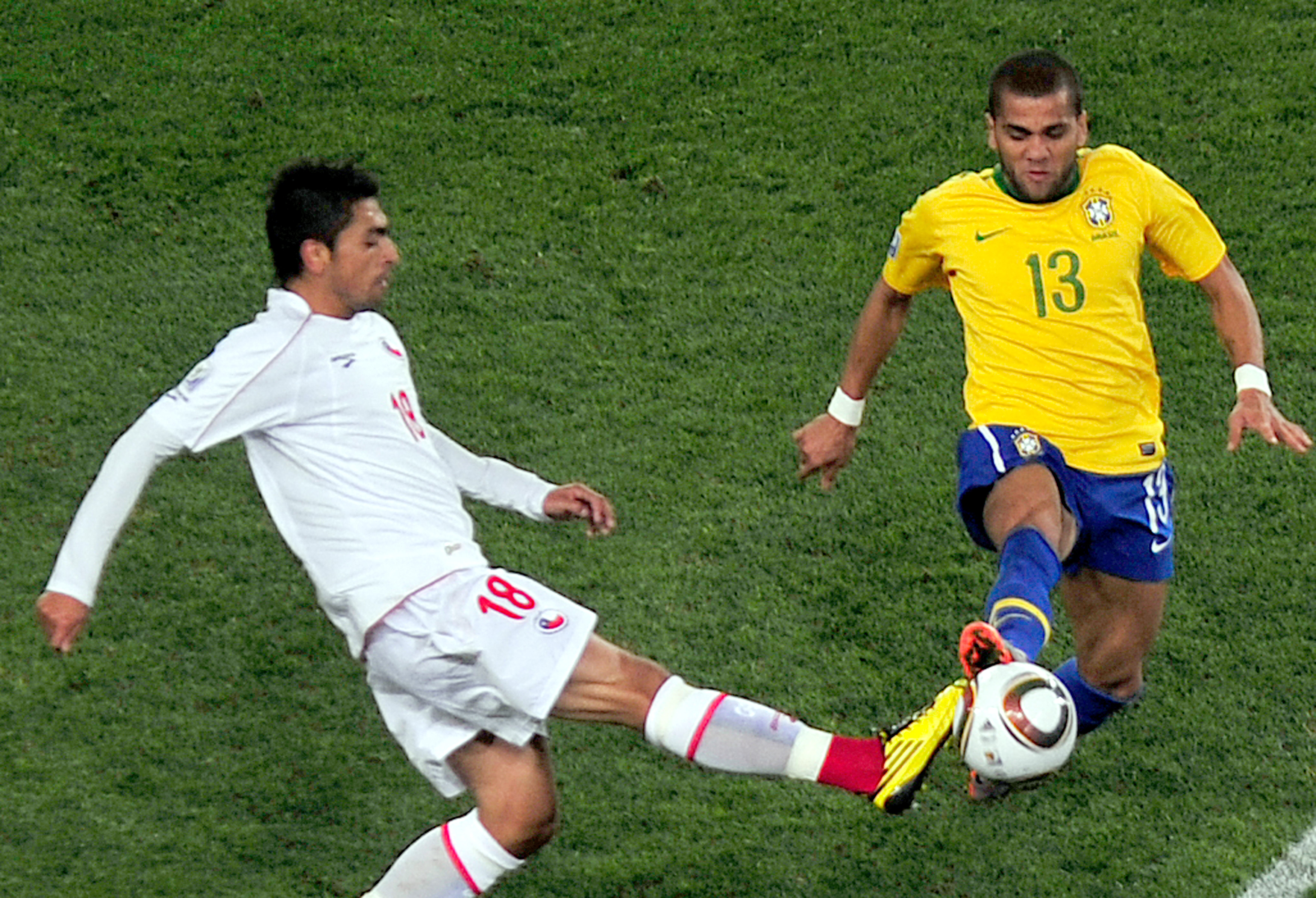
2010 FIFAワールドカップでブラジル代表のダニエウ・アウヴェスと競るゴンサロ・ハラ

2005年にはU-20チリ代表としてニュージーランドで開催されたFIFAワールドユース選手権に出場し、7-0と大勝したホンジュラス戦で得点した。2006 FIFAワールドカップ開幕を1ヶ月後に控えた2006年5月、チリA代表のネルソン・アコスタ監督に招集されてヨーロッパ遠征に参加し、ダブリンでのアイルランド戦、トゥーロンでのコートジボワール戦、ストックホルムでのスウェーデン戦に出場した。2007年にはコパ・アメリカ2007に出場し、エクアドル戦、ブラジル戦、メキシコ戦に出場した。2008年6月19日、2010 FIFAワールドカップ・南米予選のベネズエラ戦(3-2)で代表初得点を挙げ、同予選では9月10日のコロンビア戦(4-0)でも得点した。2008年にはU-23チリ代表としてトゥーロン国際トーナメントに出場し、フランス戦(5-3)、ニュージーランド戦(2-0)、日本戦(2-0)に出場したが、累積警告により準決勝のコートジボワール戦には出場できなかった。
2014 FIFAワールドカップではグループリーグ3戦全てに出場し、チリの決勝トーナメント進出に貢献する。しかし、PK戦にもつれこんだ決勝トーナメント1回戦ブラジル戦では5人目のキッカーとしてPKを外し、チリはベスト16で敗退した。
2015年、コパ・アメリカ2015にチリ代表の一員として出場。準々決勝のウルグアイ戦では相手FWエディンソン・カバーニの尻に手を当て、肛門に触れるような仕草を見せる。これをカバーニが軽く手で払いのけようとしたところ、ハラが顔を押さえ倒れた事により、カバーニはこの試合2枚目のイエローカードを提示され退場処分を受ける。この性的挑発を南米サッカー連盟は「反スポーツ的行為」と判断し、ハラに2試合の出場停止処分と5000ドルの罰金を科した。また、2013年のW杯予選で同じくウルグアイと対戦した際、ハラはルイス・スアレスの股間を触って挑発。また、コパ・アメリカ2019でのグループリーグ戦のウルグアイ戦でも、試合中に乱入してきたファンに暴行して逃走を阻止し、ウルグアイ側から抗議されるなど、物議を醸す行為を働いた。
2017年6月3日に行われた親善試合・ブルキナファソ戦において代表通算100試合出場を達成し、3-0の勝利で飾った。

## 代表歴

### 出場大会
- チリ代表
  - 2010 FIFAワールドカップ
  - 2014 FIFAワールドカップ

### 試合数
- 国際Aマッチ 115試合 3得点（2006年-2019年）[26]

| チリ代表 | 国際Aマッチ | 国際Aマッチ |
| 年       | 出場        | 得点        |
| -------- | ----------- | ----------- |
| 2006     | 7           | 0           |
| 2007     | 3           | 0           |
| 2008     | 9           | 2           |
| 2009     | 12          | 1           |
| 2010     | 8           | 0           |
| 2011     | 12          | 0           |
| 2012     | 4           | 0           |
| 2013     | 8           | 0           |
| 2014     | 10          | 0           |
| 2015     | 12          | 0           |
| 2016     | 14          | 0           |
| 2017     | 11          | 0           |
| 2018     | 0           | 0           |
| 2019     | 5           | 0           |
| 通算     | 115         | 3           |

### 得点
| #  | 開催年月日     | 開催地               | 対戦国     | スコア | 結果 | 試合概要                          |
| -- | -------------- | -------------------- | ---------- | ------ | ---- | --------------------------------- |
| 1. | 2008年6月19日  | プエルト・ラ・クルス | ベネズエラ | 1–2    | 2–3  | 2010 FIFAワールドカップ・南米予選 |
| 2. | 2008年9月10日  | サンティアゴ         | コロンビア | 1–0    | 4–0  | 2010 FIFAワールドカップ・南米予選 |
| 3. | 2009年11月17日 | ジリナ               | スロバキア | 0–1    | 1–2  | 親善試合                          |

## タイトル

### クラブ
コロコロ
- プリメーラ・ディビシオン : 2007アペルトゥーラ, 2007クラウスーラ, 2008クラウスーラ

ウニベルシダ・デ・チレ
- プリメーラ・ディビシオン : 2017クラウスーラ

### 代表
チリ
- コパ・アメリカ : 2015